# Ol'chon
Ol'chon (in russo: Ольхон; in buriato Ойхон арал, Ojchon aral) è un'isola situata nel lago Bajkal, Russia. È la più grande e l'unica isola abitata del lago, ed è la terza più grande isola lacustre del mondo dopo Manitoulin e l'isola René-Levasseur (entrambe in Canada). Amministrativamente, Ol'chon appartiene all'oblast' di Irkutsk del Circondario federale della Siberia. Dista da Irkutsk 256 km.
Deve il suo nome alla parola buriata oj-chon ("un po' boschiva" o "piccola foresta") poiché l'isola è composta da steppa per il 55% e foresta per il restante 45%. La popolazione è di 1 500 persone, per la maggior parte buriati, che vivono prevalentemente nel villaggio di Chužir. Kurbat Ivanov la raggiunse nel 1643 nel suo viaggio alla scoperta del lago Bajkal.

## Geografia
Ol'chon si trova nella parte centrale del lago, vicino, e quasi parallela, alla costa nord-occidentale, formando uno stretto che si chiama Maloe more (пролив Малое море, "piccolo mare"). A sud-ovest, nel punto più vicino alla costa, lo stretto Ol'chonskie vorota (пролив Ольхонские ворота) mette in comunicazione le acque del lago con quelle dello stretto Maloe more.
L'isola ha una lunghezza di 71,7 km, e una larghezza di 15 km, la sua superficie è di 730 km². Il punto più alto, a nord-est, è il monte Žima (1276 m s.l.m., 818 m sul livello del lago Bajkal). Vicino al lato esterno di Ol'chon si trova il punto più profondo del lago Bajkal (1.642 m).
Capo Burchan (мыс Бурхан) detto la "roccia dello sciamano" insieme ai pilastri di preghiera "Sergee", sulla costa nord-ovest dell'isola, che si protende nelle acque del Maloe more, sono i monumenti più famosi dell'isola, un luogo sacro per lo sciamanesimo. Anche ora una parte della popolazione adora gli spiriti e la natura. La roccia, composta di calcare dolomitico e marmo, è alta 42 m e ha una tortuosa caverna vicino alla riva.
Nello stretto Maloe more si trovano alcune piccole isole: Ižilchej, Zamogoj, Ogoj, Ol'trek, Chibin (Ижилхей, Замогой, Огой, Ольтрек, Хибин).

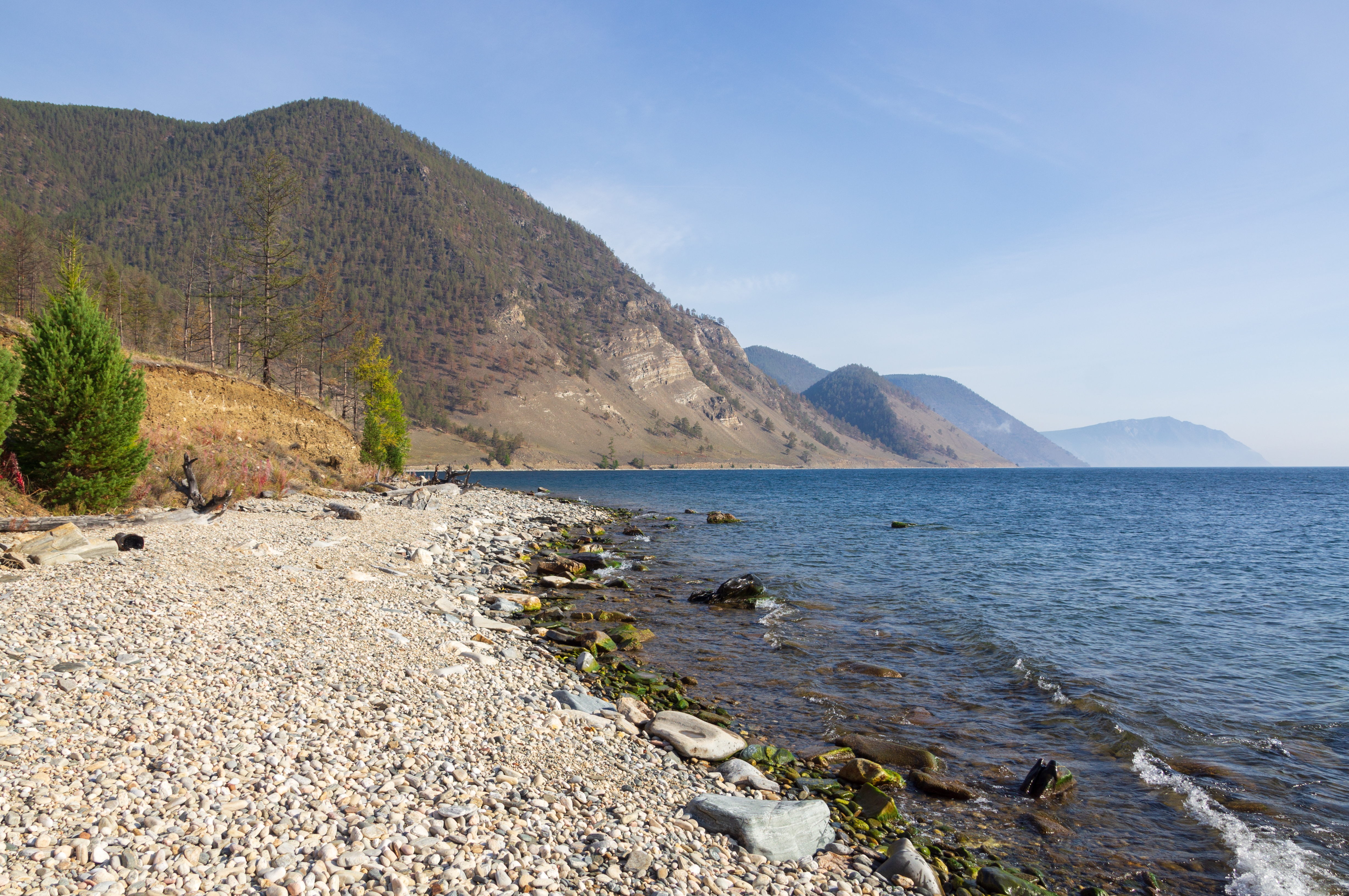
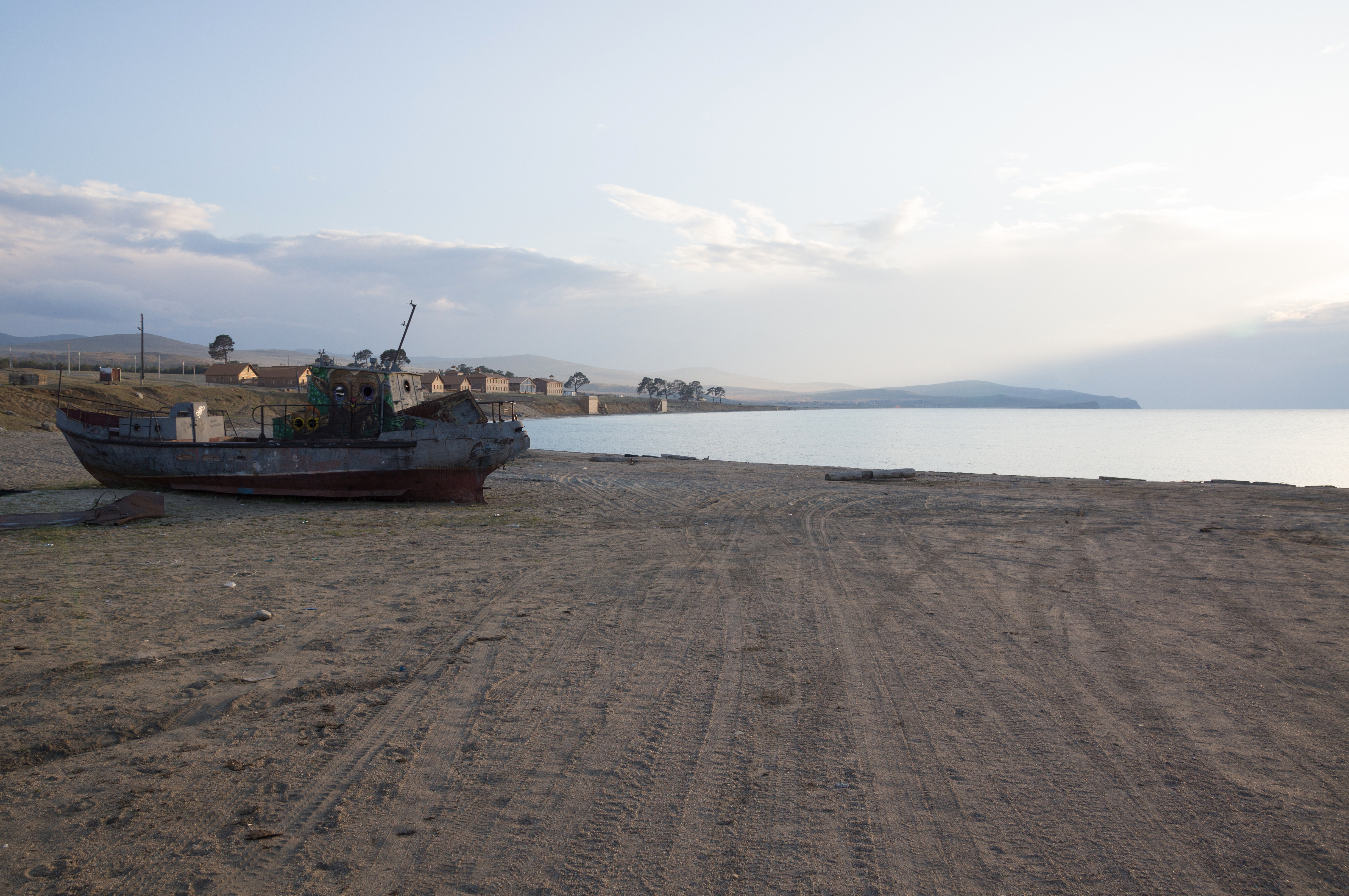
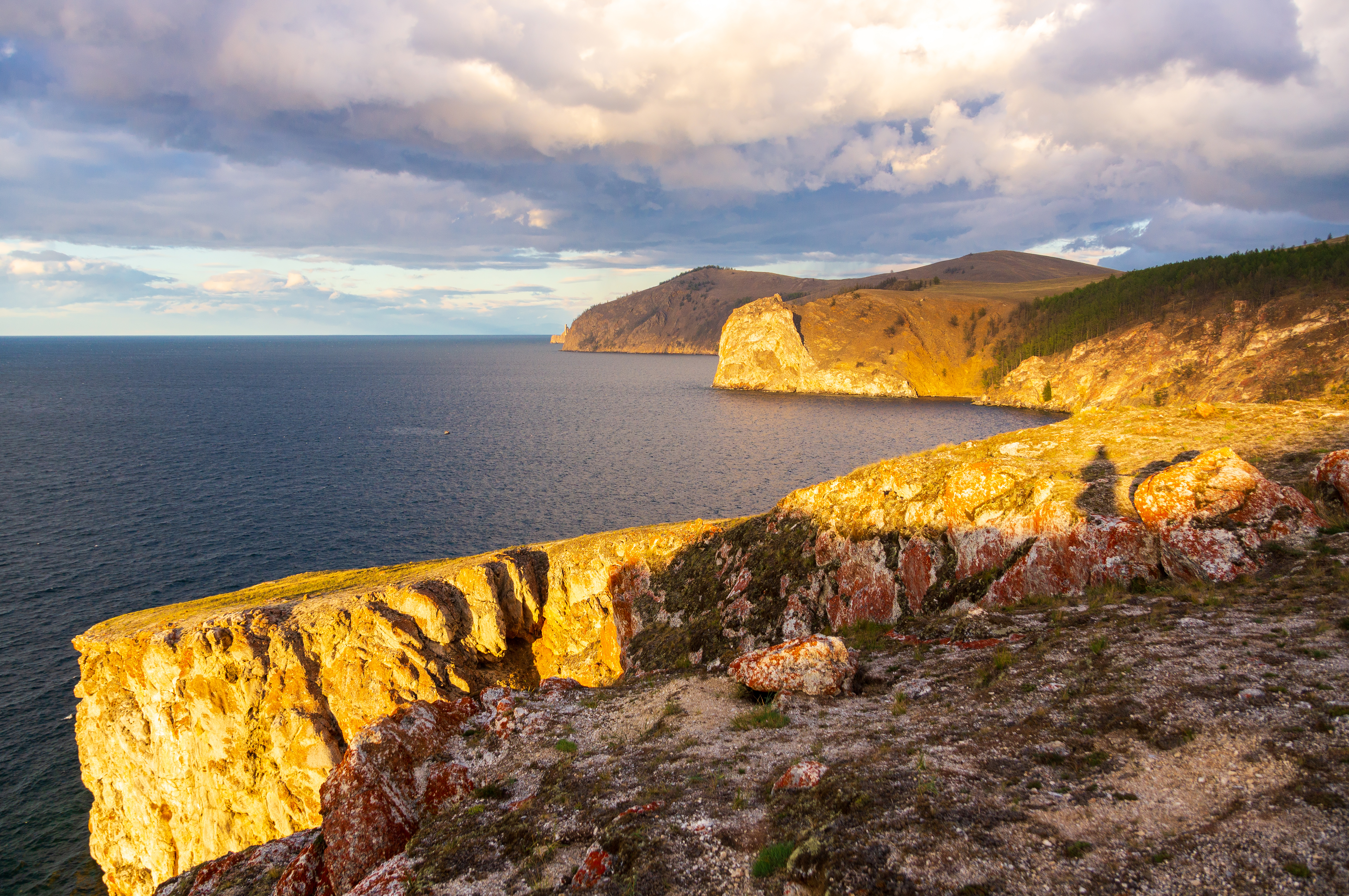
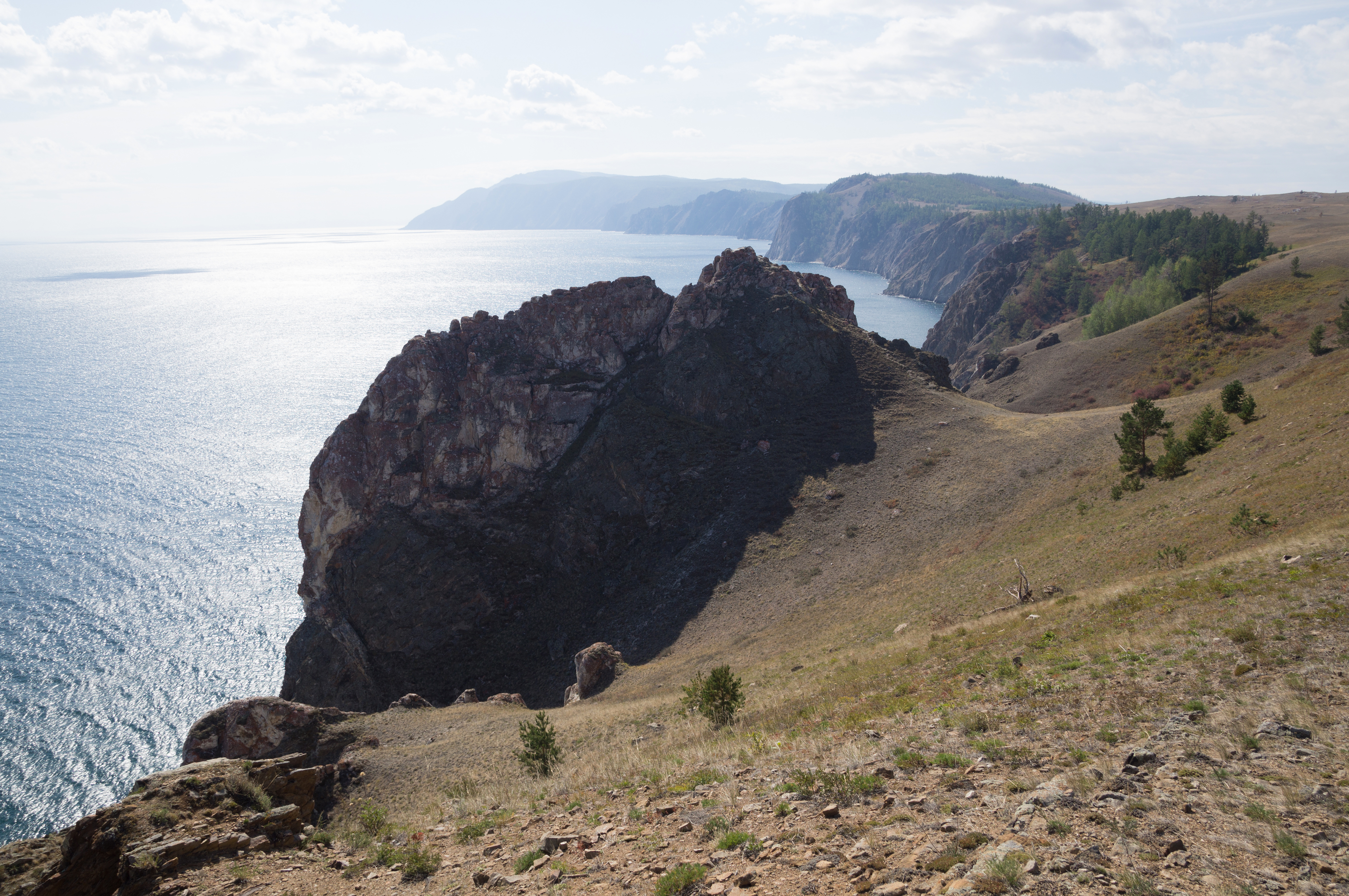
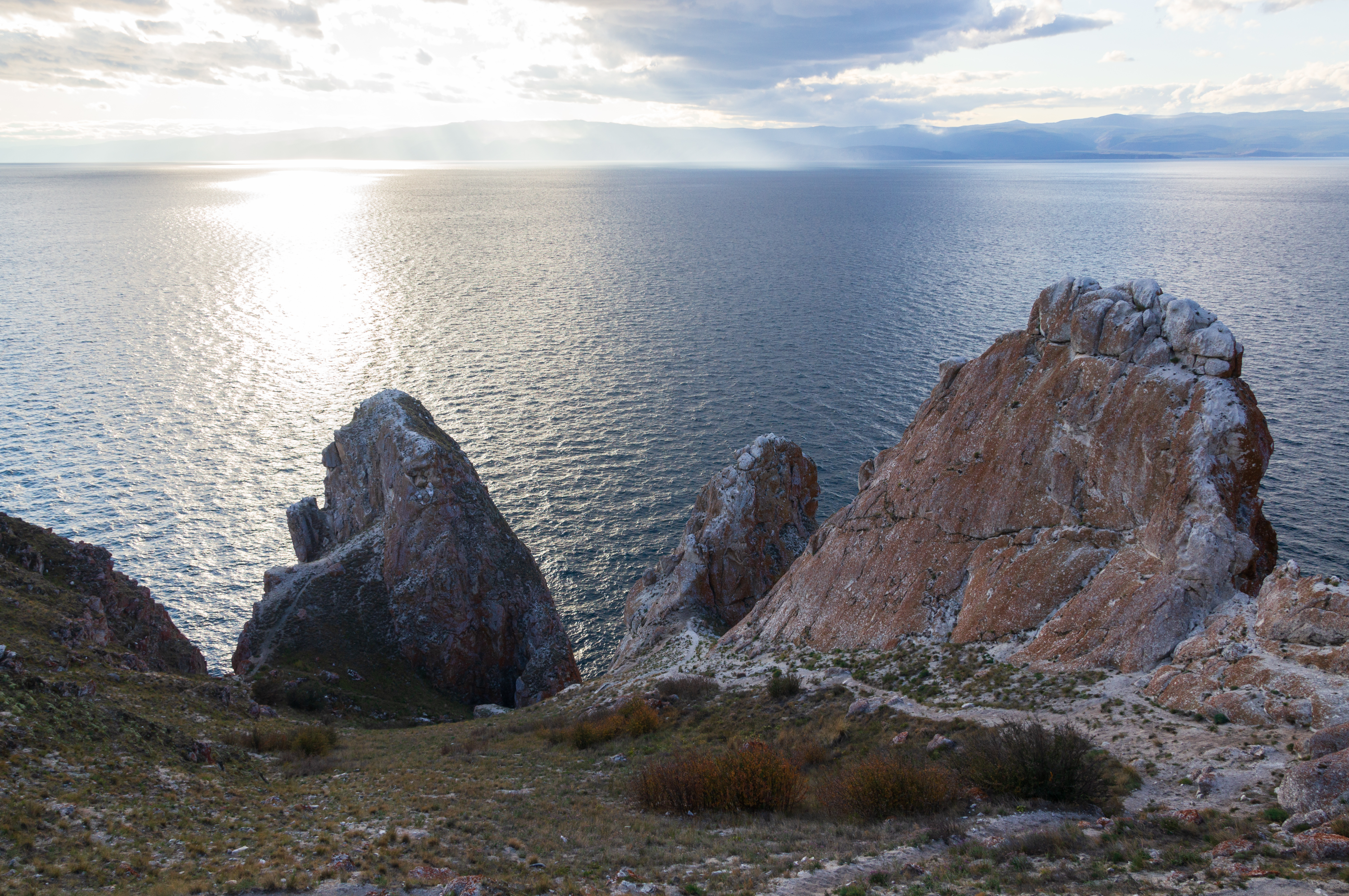
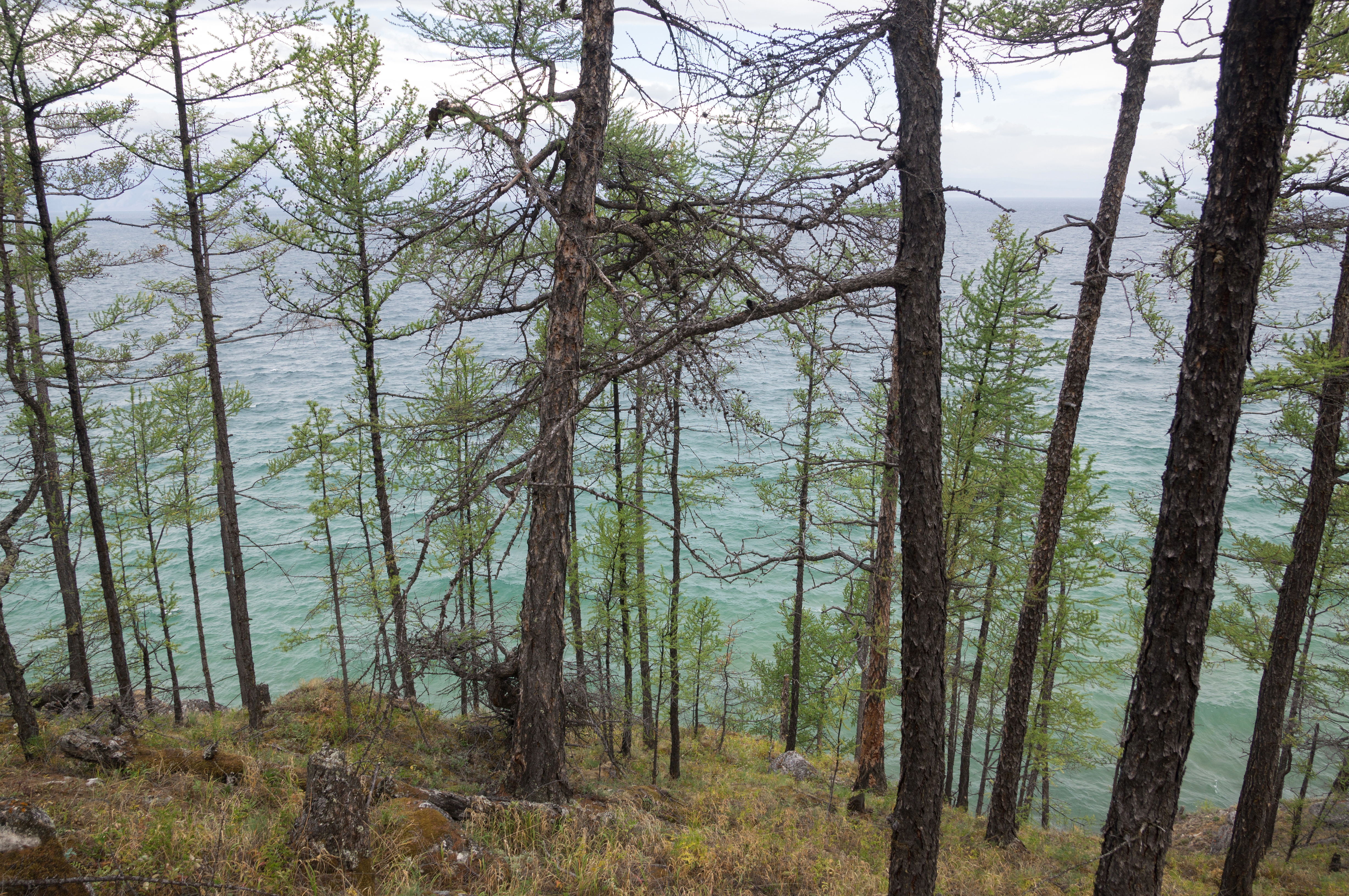

## Clima e vegetazione
La regione del Bajkal è molto soleggiata, su Ol'chon ci sono solo 48 giornate nuvolose all'anno. Le precipitazioni annue non superano una media di 140 mm. La massa d'acqua del Bajkal influenza il clima del territorio costiero. L'inverno qui è più mite e l'estate è fresca. L'arrivo della primavera sul lago Bajkal è in ritardo di 10-15 giorni rispetto alle zone circostanti, e l'autunno è spesso molto lungo.
Sull'isola c'è una diversità di paesaggi: taiga, steppa, baie riparate, spiagge di sabbia con dune, colline, boschi di larici e abeti, massi ricoperti di muschio, paludi con piante acquatiche. L'isola è ventosa e soggetta a erosione e tende alla desertificazione: il villaggio di Chužir, il centro abitato più importante dell'isola, una volta zona di foresta, è già stato invaso dalla sabbia. In un tratto sabbioso 20 km a nord del villaggio, nel golfo Baia Njurganskaja (залив Нюрганская губа), particolare per le sue dune di sabbia, cresce una pianta endemica estremamente rara, l'Astragalus olchonensis, pianta perenne della famiglia delle leguminose, del genere Astragalus.